# پونزو

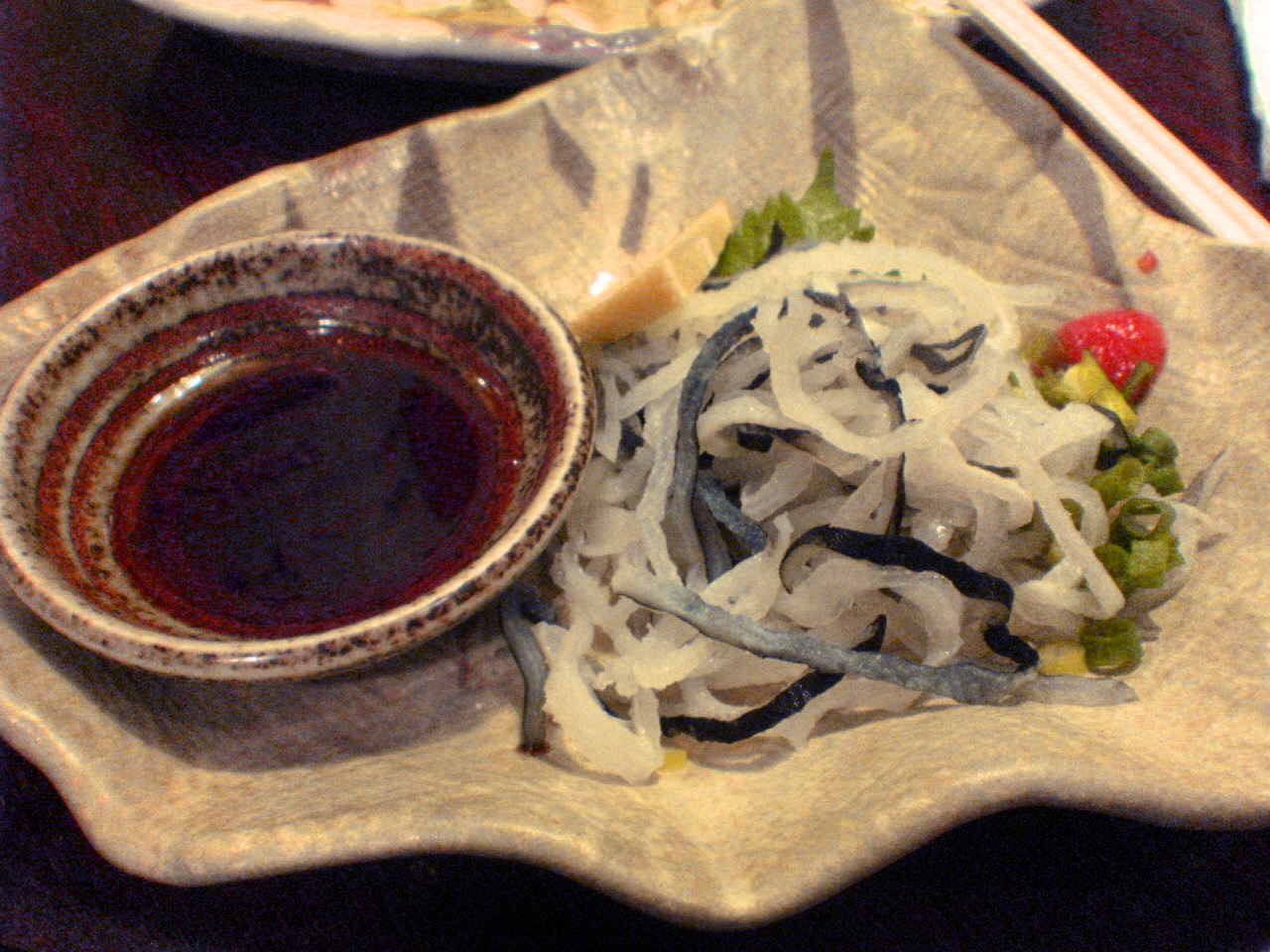
پونزوی شویو (با مزهٔ سس سویا) در داخل کاسه به همراه یک غذای دریایی دیده‌می‌شود.

پونزو (به ژاپنی: ポン酢)  یک نوع چاشنی است که در آشپزی ژاپنی به کار می‌رود. این چاشنی از آب مرکباتی مانند لیمو، پرتقال، نارنج و افزودن استیک اسید برای جلوگیری از فساد مواد به دست می‌آید. در واژهٔ پونزو به زبان ژاپنی سرکه دیده می‌شود اما پونزو یکی از انواع سرکه به شمار نمی‌آید.           